# Saison 2017-2018 de la LCHF
Saison précédente Saison suivante
La Saison 2017-2018 est la 11e saison de la Ligue canadienne de hockey féminin (LCHF). La saison régulière voit sept équipes jouer 28 parties chacune. 
 Le Thunder de Markham remporte la Coupe Clarkson en battant en finale le HC Red Star Kunlun 2-1 après prolongations. Elle est reçue le 4 juin 2018 par le premier ministre canadien Justin Trudeau, ce qui en fait la première équipe championne de la Coupe Clarkson à recevoir cet honneur .

## Contexte
Le grand changement dans le fonctionnement de la ligue se situe sur le plan financier, puisqu'elle propose pour la première fois des salaires à ses joueuses, 10 ans après le lancement de la LCHF. Le plafond maximum par équipe est de 100 000 dollars et le salaire compris entre 2 000 et 10 000 dollars selon les joueuses .
C'est également le temps de l'expansion vers la Chine puisque la ligue accueille deux nouvelles franchises, le HC Red Star Kunlun et les Vanke Rays.
Le 11 juillet, le Thunder de Brampton est relocalisé à 36km, sur la commune de Markham, pour devenir le Thunder de Makham . 
C'est également la dernière saison de la commissaire Brenda Andress qui a exercé de 2007 à 2018 .

## Saison régulière

### Classement
| Clt   | Équipe                  | PJ | V  | D  | DP | DF | BP  | BC  | Diff | Pts |
| ----- | ----------------------- | -- | -- | -- | -- | -- | --- | --- | ---- | --- |
| +001, | Canadiennes de Montréal | 28 | 22 | 5  | 0  | 1  | 117 | 59  | +58  | 45  |
| +002, | HC Red Star Kunlun      | 28 | 21 | 6  | 0  | 1  | 96  | 52  | +44  | 43  |
| +003, | Inferno de Calgary      | 28 | 17 | 7  | 1  | 3  | 96  | 70  | +26  | 38  |
| +004, | Thunder de Markham      | 28 | 14 | 7  | 4  | 3  | 81  | 68  | +13  | 35  |
| +005, | Vanke Rays              | 28 | 14 | 13 | 0  | 1  | 78  | 97  | -19  | 29  |
| +006, | Furies de Toronto       | 28 | 9  | 17 | 1  | 1  | 56  | 99  | -43  | 20  |
| +007, | Blades de Boston        | 28 | 1  | 24 | 0  | 3  | 41  | 120 | -79  | 5   |

- En gras : vainqueur de la saison régulière
- En italique : qualifié pour les séries

### Statistiques

#### Meilleures pointeuses en saison régulière

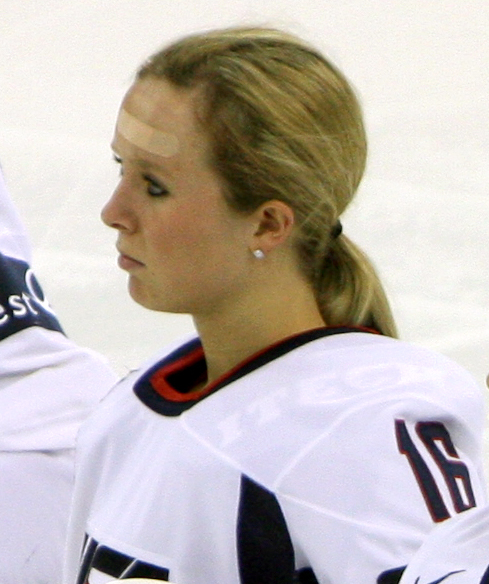
Kelli Stack meilleur pointeur de la saison régulière.

Avec 26 buts et un total de 49 points inscrits, Kelli Stack, joueuse du Red Star Kulun, finit meilleure buteuse et pointeuse de la saison régulière ,. Sa coéquipière Zoe Hickel termine quant à elle meilleure passeuse de la ligue avec 26 aides.
| Joueuse                   | Équipe                  | PJ | B  | A  | Pts | +/- | Pun |
| ------------------------- | ----------------------- | -- | -- | -- | --- | --- | --- |
| Kelli Stack               | HC Red Star Kunlun      | 28 | 26 | 23 | 49  | +25 | 40  |
| Ann-Sophie Bettez         | Canadiennes de Montréal | 28 | 20 | 21 | 41  | +32 | 10  |
| Cayley Mercer (en)        | Vanke Rays              | 28 | 15 | 26 | 41  | +10 | 20  |
| Jamie Lee Rattray         | Thunder de Markham      | 28 | 22 | 17 | 39  | +14 | 22  |
| Zoe Hickel (en)           | HC Red Star Kunlun      | 28 | 12 | 26 | 38  | +26 | 16  |
| Noémie Marin              | Canadiennes de Montréal | 26 | 17 | 14 | 31  | +25 | 12  |
| Sarah Lefort (en)         | Canadiennes de Montréal | 28 | 18 | 12 | 30  | +25 | 24  |
| Hanna Bunton (en)         | Vanke Rays              | 28 | 15 | 11 | 26  | +2  | 18  |
| Katia Clement-Heydra (en) | Canadiennes de Montréal | 28 | 12 | 14 | 26  | +17 | 16  |
| Brooke Webster (en)       | Vanke Rays              | 26 | 9  | 17 | 26  | -3  | 26  |

#### Meilleures gardiennes en saison régulière
Ci-après les meilleures gardiennes de la saison régulière ayant joué au moins 540 minutes .
| Gardienne           | Équipe(s)               | PJ | V  | D | Pr. | Min   | BC | Moy  | %Arr | Bl |
| ------------------- | ----------------------- | -- | -- | - | --- | ----- | -- | ---- | ---- | -- |
| Noora Räty          | HC Red Star Kunlun      | 20 | 16 | 3 | 0   | 1 159 | 31 | 1,60 | 94,4 | 6  |
| Emerance Maschmeyer | Canadiennes de Montréal | 28 | 18 | 4 | 1   | 1 380 | 41 | 1,78 | 92,0 | 6  |
| Erika Howe (en)     | Thunder de Markham      | 16 | 8  | 5 | 2   | 934   | 34 | 2,18 | 93,0 | 3  |
| Lindsay Post (en)   | Inferno de Calgary      | 13 | 7  | 4 | 1   | 733   | 27 | 2,21 | 91,3 | 2  |
| Liz Knox (en)       | Thunder de Markham      | 13 | 6  | 6 | 1   | 781   | 29 | 2,23 | 92,1 | 0  |

## Matchs des étoiles
Pour la première fois depuis 2014, le match des étoiles n'est pas disputé puisque 21 joueuses de la LCHF sont sélectionnées par leur équipe nationale en vue des Jeux olympiques d'hiver qui prennent place du 11 au 20 février 2018 .

## Séries éliminatoires

### Tableau
|  | Demi-finales (au meilleur des trois matchs) | Demi-finales (au meilleur des trois matchs) | Demi-finales (au meilleur des trois matchs) | Demi-finales (au meilleur des trois matchs) |   |         | Finale de la Coupe Clarkson | Finale de la Coupe Clarkson | Finale de la Coupe Clarkson | Finale de la Coupe Clarkson |
|  |                                             |                                             |                                             |                                             |   |         |                             |                             |                             |                             |
|  |                                             |                                             |                                             |                                             |   |         |                             |                             |                             |                             |
|  | 1                                           | Montréal                                    | 0                                           | 0                                           |   |         |                             |                             |                             |                             |
|  | 1                                           | Montréal                                    | 0                                           | 0                                           |   |         |                             |                             |                             |                             |
|  | 4                                           | Markham                                     | 2                                           | 2                                           |   |         |                             |                             |                             |                             |
|  | 4                                           | Markham                                     | 2                                           | 2                                           | 4 | Markham | 2 ap                        | 2 ap                        |                             |                             |
|  |                                             |                                             |                                             |                                             | 4 | Markham | 2 ap                        | 2 ap                        |                             |                             |
|  |                                             |                                             | 2                                           | Red Star Kunlun                             | 1 | 1       |                             |                             |                             |                             |
|  | 2                                           | Red Star Kunlun                             | 2                                           | Red Star Kunlun                             | 1 | 1       | 2                           | 2                           |                             |                             |
|  | 2                                           | Red Star Kunlun                             |                                             |                                             |   |         |                             | 2                           |                             |                             |
|  | 3                                           | Calgary                                     | 1                                           | 1                                           |   |         |                             |                             |                             |                             |
|  | 3                                           | Calgary                                     | 1                                           | 1                                           |   |         |                             |                             |                             |                             |

### Finale
| 25 mars 2018 | Thunder de Markham | 2-1 (pr) (1-0, 0-1, 0-0, 1-0) | HC Red Star Kunlun | Ricoh Coliseum |

| Feuille de match | Feuille de match                                                   | Feuille de match | Feuille de match             | Feuille de match |
| ---------------- | ------------------------------------------------------------------ | ---------------- | ---------------------------- | ---------------- |
|                  | Brown (Fortino, Kosta) — 8 min 24 s - Stacey (Kosta) — 62 min 49 s | 1-0 1-1 2-1      | - Stack — 39 min 12 s (SN) - |                  |
| Erika Howe       | Gardiens                                                           | Noora Räty       |                              |                  |
| 4 min            | Pénalités                                                          | 4 min            |                              |                  |
| 39               | Tirs                                                               | 18               |                              |                  |

## Effectif champion
L'effectif du Thunder déclaré champion de la Coupe Clarkson est le suivant :
- Gardiennes de but : Erica Howe, Liz Knox
- Défenseures : Kristen Barbara, Megan Bozek, Laura Fortino, Jocelyne Larocque, Dania Simmonds, Alexis Woloschuk
- Attaquantes : Nicole Brown, Becca King, Nicole Kosta, Laura McIntosh, Jenna McParland, Lindsay Grigg, Jamie Lee Rattray, Kristen Richards, Devon Skeats, Laura Stacey, Karolina Urban, Taylor Woods
- Entraîneur : Jim Jackson

## Récompenses
| Trophée                                                 | Vainqueur                                 | Finalistes                                                                         |
| ------------------------------------------------------- | ----------------------------------------- | ---------------------------------------------------------------------------------- |
| Trophée Angela James Meilleur pointeur de la saison     | Kelli Stack (HC Red Star Kunlun)          | -                                                                                  |
| Entraîneur de l'année                                   | Tomas Pacina (Inferno de Calgary)         | Dany Brunet (Canadiennes de Montréal) Jeff Flanagan (Furies de Toronto)            |
| Défenseur de l'année                                    | Cathy Chartrand (Canadiennes de Montréal) | Katelyn Gosling (Inferno de Calgary) Jessica Wong (HC Red Star Kunlun)             |
| Gardienne de l'année                                    | Noora Räty (HC Red Star Kunlun)           | Erica Howe (Thunder de Markham) Emerance Maschmeyer (Canadiennes de Montréal)      |
| Prix humanitaire                                        | Brad Morris                               | -                                                                                  |
| Trophée Jayna Hefford Meilleure joueuse selon ses pairs | Jamie Lee Rattray (Thunder de Markham)    | -                                                                                  |
| Meilleure joueuse                                       | Kelli Stack (HC Red Star Kunlun)          | Ann-Sophie Bettez (Canadiennes de Montréal) Jamie Lee Rattray (Thunder de Markham) |
| Recrue de l'année                                       | Sophie Shirley (Inferno de Calgary)       | Cayley Mercer (Vanke Rays) Brittany Zuback (Furies de Toronto)                     |
| Meilleure joueuse des séries                            | Erica Howe (Thunder de Markham)           | -                                                                                  |

| Trophée                                                               | Équipe                  |
| --------------------------------------------------------------------- | ----------------------- |
| Trophée Chairman Équipe de la saison régulière avec le plus de points | Canadiennes de Montréal |
| Coupe Clarkson Vainqueur des séries                                   | Thunder de Markham      |